# Alexander Schapiro
Alexander Schapiro (1882 - 1946) foi um escritor anarcossindicalista russo e militante ativo no movimento anarquista internacional.

## Primeiros anos
Schapiro nasceu em 1882, em Rostov do Don, e quando criança foi levado para a Turquia, onde frequentou a escola francesa em Istambul. Como resultado, ele podia falar o russo, francês e turco, e viria a dominar o alemão e inglês. Com a idade de onze anos, ele estava estudando as obras de anarquistas teóricos como Piotr Kropotkin, Jean Grave e Élisée Reclus. Depois de estudar biologia na Universidade de Paris, em Paris, com a intenção de iniciar a carreira na medicina, foi forçado a abandonar os estudos por razões financeiras, unindo-se ao seu pai em Londres, onde se envolveram ativamente na Federação Anarquista Londrina.

## Ativismo internacional
Em Londres, ele foi membro da Arbeter Fraynd, e  delegado da Federação Judaica Anarquista de Londres no Congresso Internacional Anarquista de Amsterdã de 1907
, no qual foi eleito um dos três secretários tornando-se um de cinco membros do novo Departamento Internacional. Ele foi um dos signatários do Manifesto Internacional Anarquista contra a Primeira Guerra Mundial, publicado em Londres, em 1915. Foi secretário no ramo Londrino da Cruz Negra Anarquista, que fornecia ajuda principalmente aos anarquistas presos na Rússia, trabalhando ao lado de Peter Kropotkin, Varlaam Cherkezov e Rudolf Rocker.
Em seguida da Revolução de Fevereiro de 1917, Schapiro retornou à Rússia começando a trabalhar no jornal Golos Truda (A Voz do Trabalho), buscando revigorar o movimento anarcossindicalista russo.

## Anos na Rússia
Schapiro tornou-se um dos muitos anarquistas russos que colaboraram com o governo bolchevique na crença de que ele pode ajudar a melhorar as condições da classe trabalhadora; ele aceitou cargos no Comissariado Para Assuntos Judeus  e, posteriormente, no Comissariado dos Negócios Estrangeiros. Depois de alguns anos a serviço do regime bolchevique, mas protestando contra a perseguição e prisão de anarquistas, ele optou por ir para o exílio em 1922. No exterior participou ativamente do ressurgimento na anarcossindicalista Associação Internacional dos Trabalhadores (IWA), criada na época principalmente para organizar auxilio para os anarquistas presos na Rússia.
Ele trabalhou no jornal russo Rabochii Put' (A Voz dos Trabalhadores), com Gregory Maksimov enquanto em Berlim, antes de seguir para a França, onde continuou a trabalhar com a IWA e editado outro jornal anarcossindicalista, La Voix du Travail (A Voz do Trabalho). Schapiro deixou a Europa para Nova York, onde permaneceu um ativista incansável pela causa dos presos políticos russos até sua morte em 1946.